# أبو قحافة
أبو قحافة عثمان بن عامر بن عمرو التيمي القرشي (83 ق هـ - 14 هـ / 542م - 635م) صحابي جليل وهو والد الصحابي أبي بكر الصديق، أسلم يوم فتح مكة سنة 8 هـ وتوفي في مكة سنة 14 هـ وله سبع وتسعون عاماً، وهو أول من ورث خليفةٍ في الإسلام.

## نسبه
هو عثمان بن عامر بن عمرو بن كعب بن سعد بن تيم بن مرة بن كعب بن لؤي بن غالب بن فهر بن مالك بن النضر وهو قريش بن كنانة بن خزيمة بن مدركة بن إلياس بن مضر بن نزار بن معد بن عدنان التيمي القرشي، وأمه قيلة بنت أذاة بن رياح بن عبد الله بن قرط بن رزاح بن عدي بن كعب. يلتقي مع الرسول محمد في الجد الخامس مرة بن كعب.

## أثناء هجرة ابنه أبي بكر
لما توجه النبي صلى الله عليه وسلم من مكة، حمل أبو بكر معه جميع ماله -خمسة آلاف، أو ستة آلاف- فأتى أبو قحافة وقد عمي، فقال: إن هذا قد فجعكم بماله ونفسه. فقالت أسماء بنت أبي بكر: كلا، قد ترك لنا خيرا كثيرا. فعمدت إلى أحجار، فجعلتهن في كوة البيت، وغطت عليها بثوب، ثم أخذت بيده، ووضعتها على الثوب، فقالت: هذا تركه لنا. فقال: أما إذ ترك لكم هذا، فنعم.

## إسلامه
كان إسلامه يوم فتح مكة في السنة 8 هـ، تروي أسماء بنت أبي بكر وتقول:
| أبو قحافة | لما دخل رسول الله صلى الله عليه وسلم مكة واطمأن وجلس في المسجد أتاه أبو بكر بأبي قحافة فلما رآه رسول الله صلى الله عليه وسلم قال يا أبا بكر ألا تركت الشيخ حتى أكون أنا الذي أمشي إليه قال يا رسول الله: هو أحق أن يمشي إليك من أن تمشي إليه فأجلسه رسول الله صلى الله عليه وسلم بين يديه ووضع يده على قلبه ثم قال يا أبا قحافة أسلم تسلم قال فأسلم وشهد شهادة الحق | أبو قحافة |

## موقفه من تولى أبى بكر الخلافة
استعظم والد أبي بكر أبو قحافة حين سمع بتولية ابنه خليفة فقال: أو رضيت بنو عبد مناف وبنو مخزوم

## زوجاته وذريته
تزوج من:
- أم الخير سلمى بنت صخر بن عامر التيمية القرشية وولدت له: الخليفة أبو بكر الصديق.
- هند بنت نُقَيد بن بُجَير بن عبد بن قصي بن كلاب القرشية وولدت له: قريبة بنت أبي قحافة، وأم عامر بنت أبي قحافة، وأم فروة بنت أبي قحافة.

## وفاته
لم يزل أبو قحافة بعدما أسلم في مكة لم يهاجر حتى توفي أبو بكر الصديق فورثه أبو قحافة السدس فرد ذلك على ولد أبي بكر، ثم توفي أبو قحافة في مكة في المحرم سنة 14 هـ وهو ابن 97 سنة.